# Gołąb pstrogłowy
Gołąb pstrogłowy (Columba albinucha) – gatunek średniej wielkości ptaka z rodziny gołębiowatych (Columbidae). Występuje w centralnej Afryce. Nie jest zagrożony wyginięciem.

## Taksonomia
Po raz pierwszy gatunek opisał austriacki ornitolog Moritz Sassi; opis ukazał się w 1911 na łamach Ornithologische Monatsberichte. Holotyp pochodził z północno-wschodniej Demokratycznej Republiki Konga. Autor nadał nowemu gatunkowi nazwę Columba albinucha. Jest ona obecnie (2020) akceptowana przez Międzynarodowy Komitet Ornitologiczny, który uznaje C. albinucha za gatunek monotypowy. 

## Morfologia
Długość ciała wynosi 33,5–34,2 cm. Masa ciała: 280–290 g. Wymiary szczegółowe dla nieokreślonej liczby osobników: długość skrzydła samca: 203–218 mm, samicy – 192–214 mm; długość ogona: 113 mm; długość dzioba: 17 mm; długość skoku: 24 mm. Czoło fioletowokasztanowe, kark i tył szyi białe. Pióra na grzbiecie i po bokach szyi, które ptak stroszy przy zalotach, mają barwę ciemnokasztanową i zakończone są srebrzystobiałymi kropkami, co daje efekt paskowania. Grzbiet ma barwę ciemnokasztanową u samca, szarofioletową u samicy. Lotki III rzędu, barkówki i wszystkie pokrywy skrzydłowe mają jednolitą barwę łupkowoszarą z niebieskawym odcieniem. Lotki II rzędu czarniawoszare, I rzędu – czarne. Grzbiet, kuper i pokrywy nadogonowe łupkowoszare z niebieskim odcieniem. Bliższa ciału połowa ogona jasnobrązowa, jednak w większości zasłaniają ją pokrywy nadogonowe; pozostała część jest niebieskoszara. Broda, gardło i przód głowy srebrzystobiałe, kolor ten przechodzi w popielaty, a następnie (na piersi) kasztanowy. Pióra na piersi wyróżniają się popielatymi krawędziami. Brzuch kasztanowy, pokryty nieregularnymi, białymi plamami. Pokrywy podogonowe jasnoszare. Dziób czarnofioletowy lub z czerwoną nasadą, lub czerwoną albo żółtą końcówką. Nogi jaskrawoczerwone.

## Zasięg występowania
Zachodni Kamerun (Rumpi Hills, Bakossi Mountains, Santchou, Mount Manenguba), wschodnia Demokratyczna Republika Konga i zachodnia Uganda (okolice Ruwenzori). Stwierdzony również w Bangangai Game Reserve w Sudanie Południowym (przy granicy z DRK).

## Ekologia i zachowanie
Środowiskiem życia gołębi pstrogłowych są wilgotne nizinne lasy tropikalne, zarówno pierwotne, jak i wtórne. W DRK odnotowywany do 1500 m n.p.m., w Ugandzie do 1800 m n.p.m., a w Kamerunie – do 1100 m n.p.m. Większość czasu spędza żerując w koronach drzew, schodzi na ziemię, by żerować w przecinkach leśnych i do wodopojów. Jako ptaków leśnych dotknęły ich wycinki drzew na szeroką skalę, jednak jak wiele innych gołębi potrafią zrobić pożytek z zadrzewień wtórnych. W wielu miejscach żerowania i przy wodopojach współwystępują z gołębiami zółtookimi (C. arquatrix). Gołębie pstrogłowe żywią się owocami, jagodami i nasionami; możliwe, że zjadają również gąsienice.  

### Lęgi
Informacje o porze lęgów są znikome; jedna samica z rozwijającym się jajem została zastrzelona w lutym. Prawdopodobnie sezon lęgowy może wystąpić w dowolnej porze roku, zależnie od dostępności pokarmu. Gniazda mieszczą się na krzewach i drzewach; budulec stanowią gałązki i trawy, a wyściółkę – liście. Zwykle w zniesieniu pojedyncze białe jajo o połyskliwej skorupce. Okres inkubacji nie jest znany, przypuszczalnie wynosi 17–20 dni. Młodociane i niegniazdujące ptaki tworzą grupy i dołączają do gołębi żółtookich. Brak informacji o zalotach gołębi pstrogłowych.

## Status i zagrożenia
IUCN od 2023 roku uznaje gołębia pstrogłowego za gatunek najmniejszej troski (LC, Least Concern). Wcześniej, od 1988 roku uznawany był za gatunek bliski zagrożenia (NT, Near Threatened). Zagrożeniem jest wycinka lasów. BirdLife International wymienia 16 ostoi ptaków IBA, w tym Park Narodowy Kahuzi-Biéga (DRK), Itombwe Mountains (DRK), Park Narodowy Kibale, Park Narodowy Królowej Elżbiety i Jezioro Jerzego oraz Park Narodowy Semuliki (Uganda).